# بواز میلینک
بواز میلینک (انگلیسی: Boaz Meylink؛ زادهٔ ۲۲ مارس ۱۹۸۴) قایقران روئینگ اهل پادشاهی هلند است.